# Arcen en Velden
Arcen en Velden (limburgisch Árse en Velde) war eine niederländische Gemeinde der Provinz Limburg. Sie lag zwischen der Maas und der Grenze zu Deutschland nördlich der Stadt Venlo, in die sie am 1. Januar 2010 eingemeindet wurde.
In der ehemaligen Gemeinde liegen die Dörfer Arcen, Lomm und Velden.

## Sehenswürdigkeiten
Bei Arcen steht ein Schloss aus dem 17. Jahrhundert, das im Auftrag der Herzöge von Geldern erbaut wurde. Die dazugehörigen Schlossgärten (Kasteeltuinen) wurden nach den Überschwemmungen von 1995 wieder völlig hergerichtet und können besichtigt werden.
Auch die limburgische Bierbrauerei Hertog Jan in Arcen kann besichtigt werden. Die Getreidebrennerei De IJsvogel, ganz in der Nähe steht Besuchern ebenfalls offen. Hier werden verschiedene Jenever und Liköre gebrannt. Bade- und Wellnessfreunde aus der Region besuchen außerdem gerne das Thermalbad Arcen.
Die Umgebung ist wald- und abwechslungsreich. Nahe der Maas ist Wassersport möglich.
Die Region ist für den Anbau von Blumen und Spargel bekannt.

## Politik

### Sitzverteilung im Gemeinderat
Bis zur Auflösung der Gemeinde ergab sich seit 1982 folgende Sitzverteilung:
| Partei                              | Sitze | Sitze | Sitze | Sitze | Sitze | Sitze | Sitze |
| Partei                              | 1982  | 1986  | 1990  | 1994  | 1998  | 2002  | 2006  |
| ----------------------------------- | ----- | ----- | ----- | ----- | ----- | ----- | ----- |
| CDA                                 | 4     | 5     | 9     | 6     | 5     | 6     | 5     |
| PvdA                                | —     | —     | 3     | 2     | 4     | 2     | 5     |
| Progressieve Kombinatie             | 2     | 2     | 3     | 2     | 4     | 2     | 5     |
| VVD                                 | 1     | 1     | 1     | 2     | 1     | 2     | 2     |
| Leefbaar Arcen, Lomm en Velden      | —     | —     | —     | —     | —     | 2     | 1     |
| Gemeenschapslijst Arcen Lomm Velden | —     | —     | —     | 3     | 3     | 1     | —     |
| Veldense Gemeenschapslijst          | 4     | 4     | —     | —     | —     | —     | —     |
| Gemeenschapslijst Lomm              | 1     | 1     | —     | —     | —     | —     | —     |
| Lijst Arcen                         | 1     | —     | —     | —     | —     | —     | —     |
| Democraten Arcen en Velden          | 0     | —     | —     | —     | —     | —     | —     |
| SP                                  | 0     | —     | —     | —     | —     | —     | —     |
| Gesamt                              | 13    | 13    | 13    | 13    | 13    | 13    | 13    |

## Persönlichkeiten
- Max Hildebrand von Gumppenberg (1906–1958), deutscher Jurist und Politiker